# Pavla Davidová
Pavla Davidová, coniugata Podvínová (Brno, 12 novembre 1956), è un'ex cestista cecoslovacca.

## Carriera
Con i Cecoslovacchia ha disputato i Giochi olimpici di Montréal 1976, i Campionati mondiali del 1975 e quattro edizioni dei Campionati europei (1976, 1980, 1981, 1983).